# Sievert Steenbuck
Sievert Steenbuck, alternative Schreibweisen Siewert Steinbuck, Sieverdt Steinbugh, Sievert Steinbuck,  († 1624 in Sievershütten) war Glashüttenbesitzer und Bauernvogt des Ortes Hutten; ab 1648 wurde dieser Ort nach ihm Sievershütten benannt.
Sievert Steenbuck war ab 1597 Bauernvogt und Besitzer einer Doppelhufe. Als Besitzer der Burgvogtei genoss er zahlreiche Privilegien und hatte Kontakt zum dänisch-königlichen Statthalter Heinrich Rantzau. Die zur Doppelhufe gehörende Glashütte stellte zu seiner Zeit den Betrieb ein.
Sievert Steenbuck war verheiratet mit Catarina Thießen, der Schwester des Kirchspielvogts von Kaltenkirchen. Aus der Ehe gingen vier Kinder hervor. Sein erster Sohn Claus Steinbuck übernahm die Burvogtstelle 1626.
Sievert Steenbuck sowie seine Frau verstarben 1624 an der Pest.